# پایتخت سلطنتی قدیمی ستینجی
پایتخت سلطنتی قدیمی ستینجی (به لاتین: Old Royal Capital Cetinje) یک منطقهٔ مسکونی در مونته‌نگرو است که در مونته‌نگرو واقع شده‌است. پایتخت سلطنتی قدیمی ستینجی ۹۱۰ کیلومتر مربع مساحت و ۱۶٬۷۵۷ نفر جمعیت دارد.